# Республика — деловое обозрение
«Республика — деловое обозрение» — аналитическая оппозиционная еженедельная казахстанская газета, известная критическими статьями в адрес руководства Казахстана и о коррупции в высших эшелонах власти. Выходила в 1998—2012 годах под различными названиями, в том числе «Голос Республики». Основатель и главный редактор — Ирина Петрушова. В ноябре 2012 года распространение было приостановлено, а в декабре 2012 года 8 газет и 23 интернет-ресурса, в том числе  «Республика — деловое обозрение» и «Голос республики» были решением Медеуского районного суда Алматы признаны единым средством массовой информации «Республика», их выпуск и распространение на территории РК прекращены.

## Общая информация
Газета была ориентирована на деловую и политическую элиту, менеджеров, госслужащих, представителей крупного, среднего и малого бизнеса.
Тираж — от 20 до 25 тысяч экземпляров
Головной офис располагался в Алма-Ате.

## История
Газета в 2002 году была удостоена Международной премии за свободу прессы Комитета по Защите Журналистов.
10 апреля 2002 года — Алматинским межрайонным экономическим судом было вынесено решение о ликвидации фирмы «PR-Consulting», которая выпускала газету за административные нарушения. А точнее за отсутствие даты регистрации и номера сертификата на её страницах. Тогда газета была вынуждена изменить название на «Ассанди-Таймс».
22 мая 2002 года кто-то забросил бутылки с зажигательной смесью в окно редакции газеты «Деловое Обозрение Республика».
14 мая 2005 Министерство информации ликвидировало газету «Республика. Деловое обозрение». В связи с ликвидацией собственника данных газет, ТОО «Бастау» (25 марта 2005 г. по решению суда).
9 сентября 2009 года — Газета «Республика — деловое обозрение» судится С БТА Банком. Суд обязал газету выплатить 60 млн тенге «БТА банку» за нанесение морального ущерба. Поводом для иска послужила статья «Хрен редьки не слаще» о ситуации в «БТА банке», опубликованная в издании 6 марта 2009 года. Истец акцентировал внимание на следующих строках — «Что касается самого „БТА“, то, похоже, он обречён. Самый крупный частный банк Казахстана и СНГ, построенный как международная бизнес-корпорация, не выдержал государственного контроля и управления» и «Кстати, в самом „БТА“ ходят упорные разговоры, что часть новых менеджеров очень хочет обанкротить банк, поскольку понимает, что больше заработает не на реабилитационных процедурах, а на банкротстве и реструктуризации долгов», по его мнению в банке в период с 13 марта по 31 марта 2009 года именно из-за этой статьи произошёл отток депозитов на сумму 6 млрд 770 млн тенге.
Первоначально был запрет печати «Республики», но впоследствии (16 февраля 2010 года) его признали незаконным.
18 сентября 2009 года — Газета «Республика — деловое обозрение» поступила в продажу, под другим названием — «Моя Республика — факты, события, люди».
18 февраля 2010 год — Газету «Республика — деловое обозрение» разрешено печатать, но запрещено продавать.
15 апреля 2010 год — Газета «Голос Республики» опубликовала интервью с Джулианом Ассанжем, который предоставил изданию базу данных по Казахстану, почти 7000 страниц секретных депеш американских дипломатов.
В 2010 году сотрудники КНБ Караганды приходили на точки к распространителям газеты, и требовали от продавцов, чтобы они не распространяли газету «Голос республики».
В декабре 2012 выпуск и распространение издания на территории Республики Казахстан решением суда было прекращено. 